# 丹巴达尔佳日本人慰灵碑
丹巴达尔佳日本人慰灵碑（日语：ダンバダルジャー日本人慰霊碑），位于蒙古国首都乌兰巴托。

## 简介
这些慰灵碑位于敕愿寺（即丹巴达尔佳寺）附近的日本人公墓旧址。第二次世界大战结束以后，被扣留在蒙古人民共和国的日军官兵有部分死在蒙古人民共和国，这些慰灵碑即为他们而建。起初这里是这些日军官兵的公墓，有大约835根慰灵碑，但后来这些日军官兵的遗骨逐渐被运回日本，仅剩下这些慰灵碑留在公墓原址。
- 日本人墓地
- 日本人墓地
- 日本人墓地
- 慰灵碑文